# 장 롤랭
장 롤랭(Jean Rollin, 1938년 11월 3일 ~ 2010년 12월 15일)은 프랑스의 배우이다.
뇌이쉬르센에서 태어났으며 파리 20구에서 사망하였다. 사인은 질병이다.  페르 라셰즈 묘지에 매장되었다.

## 영화
- Jean Rollin, le reveur egare (2009년)
- 더 나이트 오브 클락스 (2007년)
- 엠마뉴엘 6 (1988년)
- 리빙 데드 걸 (1982년)
- 사냥감의 밤 (1980년)
- 악령의 늪 (1980년)
- 죽음의 포도 (1978년)
- 피 묻은 입술 (1975년)
- 플라이 미 더 프렌치 웨이 (1974년)
- 산송장 속의 처녀 (1973년)
- 스트레인지 씽즈 해픈 앳 나이트 (1971년)
- 르 비올 두 뱀파이어 (1968년)